# Kamizelka odblaskowa

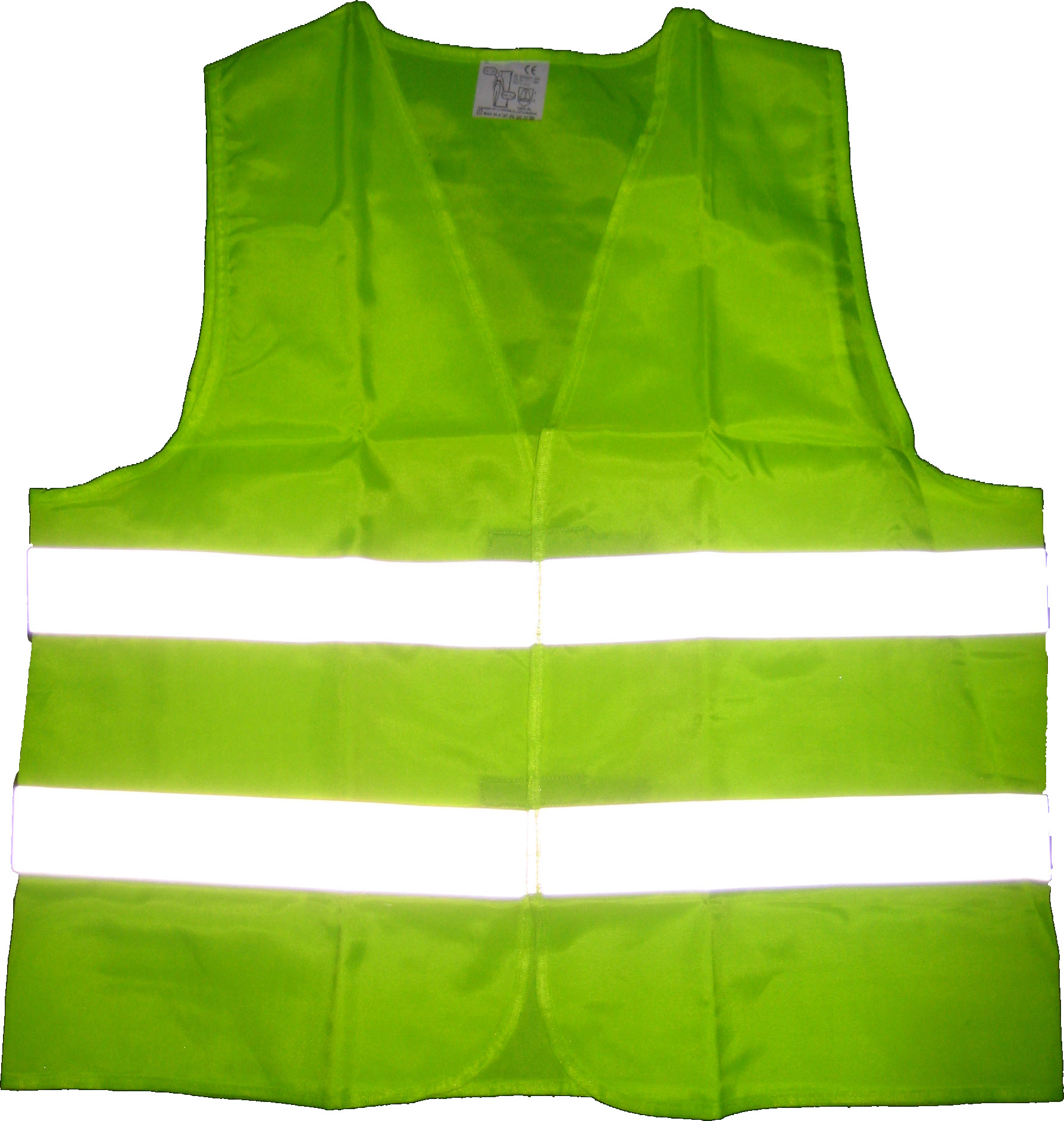
Kamizelka odblaskowa z taśmami fluorescencyjnymi

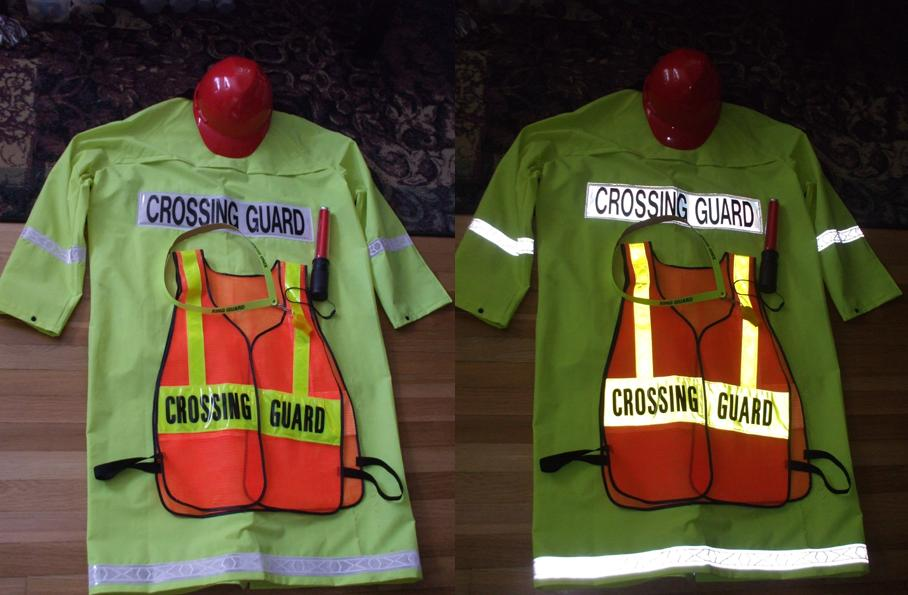
Kamizelka służb Crossing Guard: w świetle dziennym i w ciemności, oświetlona jednym źródłem światła

Kamizelka odblaskowa, kamizelka fluorescencyjna – odzież ochronna z taśmami posiadającymi właściwości odblaskowe i w barwach fluorescencyjnych w celu widocznego odróżnienia od otoczenia nawet w ciągu dnia. Popularnym przykładem są żółte lub pomarańczowe kamizelki noszone przez służby ratownicze i porządkowe w wielu krajach czy kamizelki noszone przez kierowców i rowerzystów.

## Wprowadzenie
Spośród ponad 3,5 tysiąca ofiar wypadków drogowych rocznie ok. 30% to piesi, a wraz z rowerzystami wypadki z udziałem niechronionych użytkowników dróg wynoszą 41%. Połowa wypadków ma miejsce po zmierzchu. Ponad 84% pieszych zabitych w wypadkach w województwie mazowieckim w 2011 poniosło śmierć po zmierzchu. 
Po zapadnięciu zmroku pieszy bez elementów odblaskowych jest widoczny dla kierowcy w światłach mijania z odległości zaledwie ok. 20–30 m. Tak mała odległość nie zawsze pozwala kierowcy pojazdu na wykonanie manewru i uniknięcie potrącenia pieszego. Samochód jadący z prędkością 90 km/h pokonuje 25 m w ciągu 1 sekundy. Użytkownik drogi ubrany w kamizelkę odblaskową jest widoczny już z odległości 130–150 m, kierowca ma więc pięciokrotnie więcej czasu na reakcję. Elementy odblaskowe na odzieży powinny być umieszczone na wysokości, na której znajdą się w zasięgu reflektorów samochodów.
Ryzyko potrącenia pieszego wyposażonego w elementy odblaskowe maleje 6–7-krotnie, zaś pojazdy omijają taką osobę w odległości ok. 20 cm większej niż osoby bez elementów odblaskowych.

## Przepisy

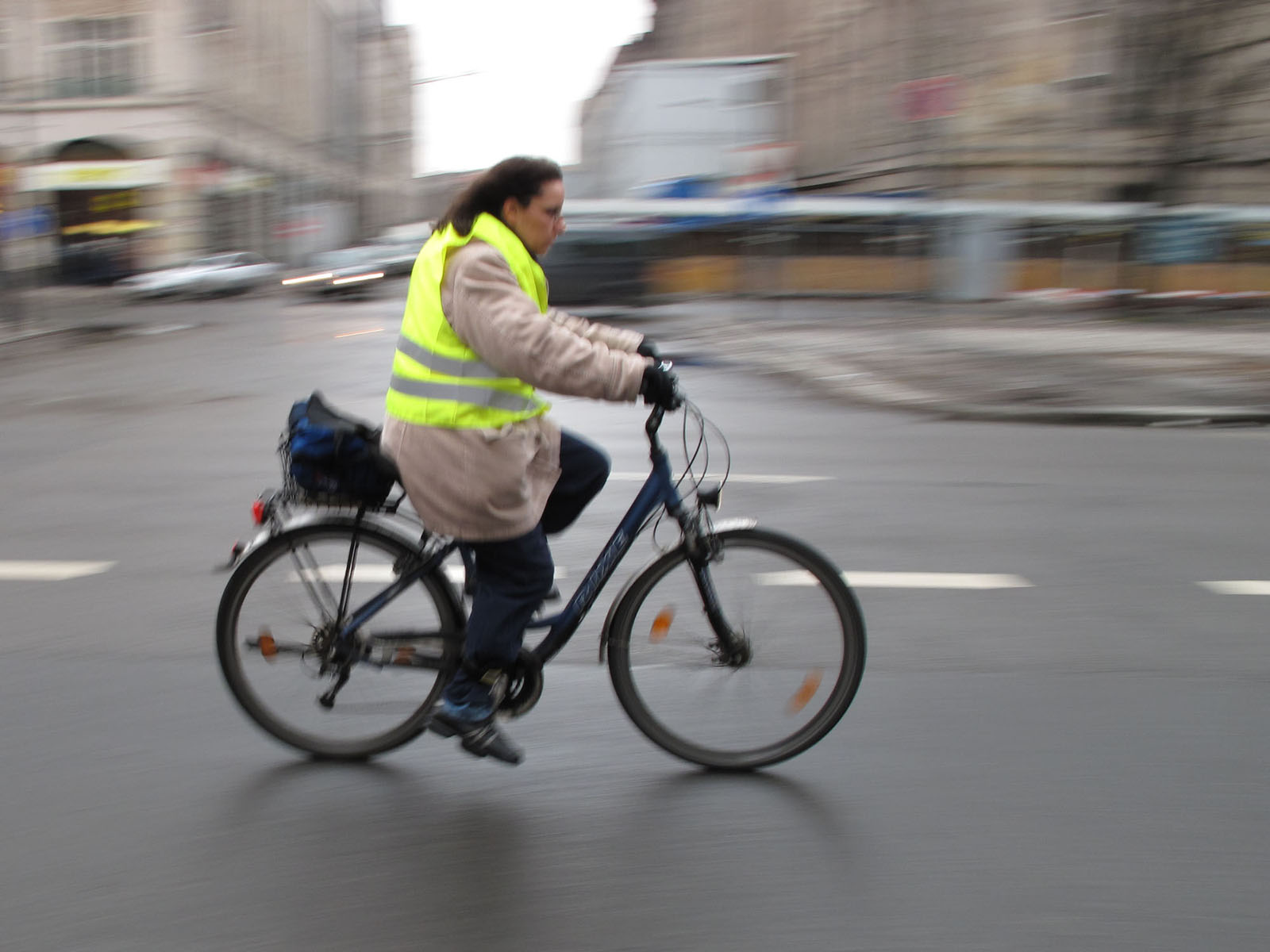
Rowerzystka w kamizelce odblaskowej

Przepisy wymagające wożenia kamizelki odblaskowej w samochodzie wprowadziło wiele państw, np. Austria, Chorwacja, Czechy, Finlandia, Hiszpania, Portugalia, Włochy, Czarnogóra czy Słowacja.
W Polsce nie jest wymagane posiadanie kamizelki odblaskowej w samochodzie, jednak jej noszenie, zwłaszcza po zmroku, znacznie podnosi bezpieczeństwo na drodze.
Zgodnie z przepisami w Polsce kamizelkę odblaskową z napisem „L” oznaczającą naukę jazdy musi mieć na sobie osoba ubiegająca się o prawo jazdy motocyklem lub motorowerem podczas nauki jazdy oraz podczas egzaminu. 
Zgodnie z ustawą – Prawo o ruchu drogowym:

4a. Pieszy poruszający się po drodze po zmierzchu poza obszarem
zabudowanym jest obowiązany używać elementów odblaskowych w sposób
widoczny dla innych uczestników ruchu, chyba że porusza się po drodze
przeznaczonej wyłącznie dla pieszych lub po chodniku.
5. Przepisów ust. 1–4a nie stosuje się w strefie zamieszkania. W strefie tej
pieszy korzysta z całej szerokości drogi i ma pierwszeństwo przed pojazdem.

## Akcje społeczne

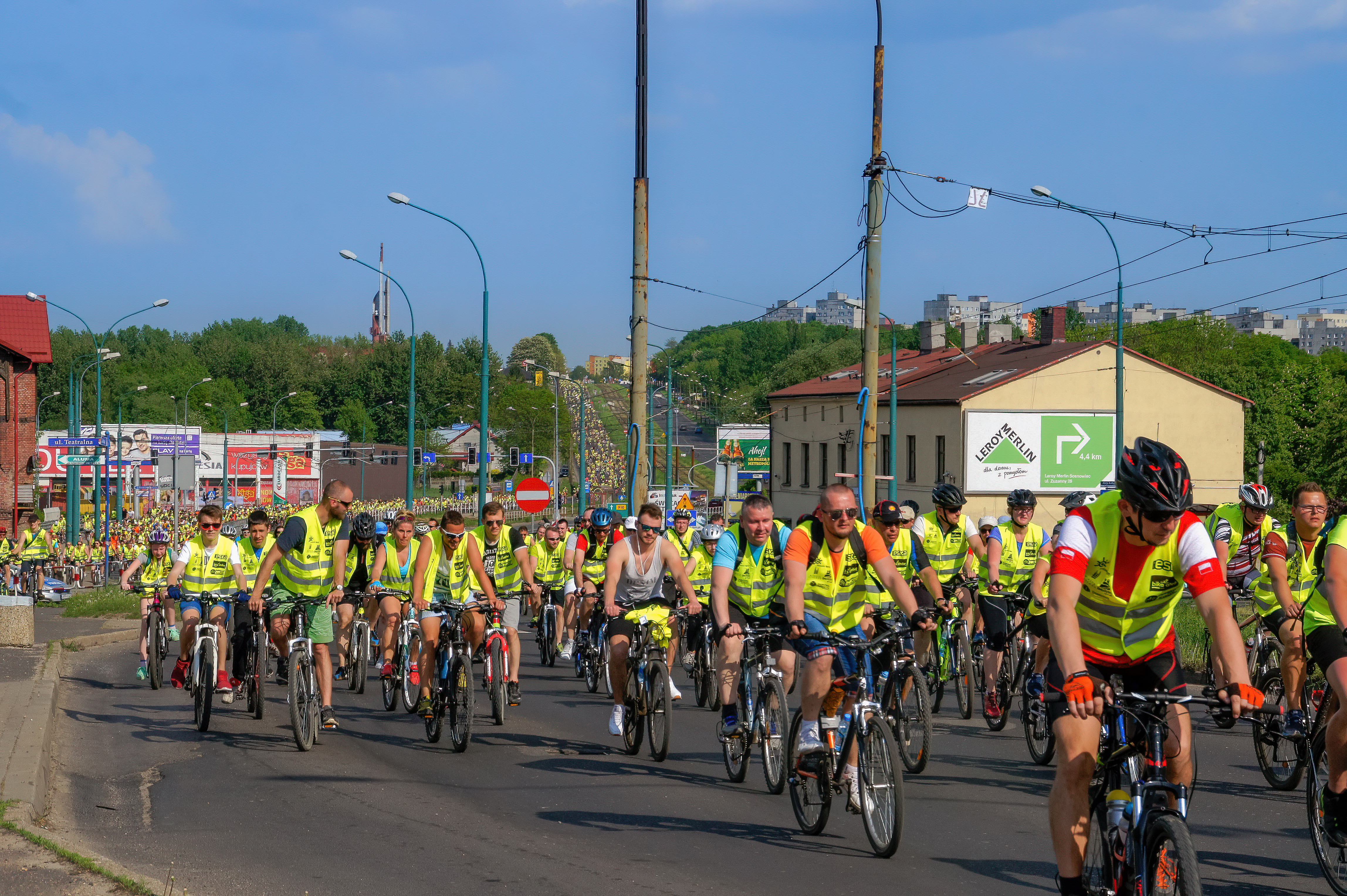
Przejazd rowerzystów w kamizelkach odblaskowych Zagłębiowskiej Masy Krytycznej

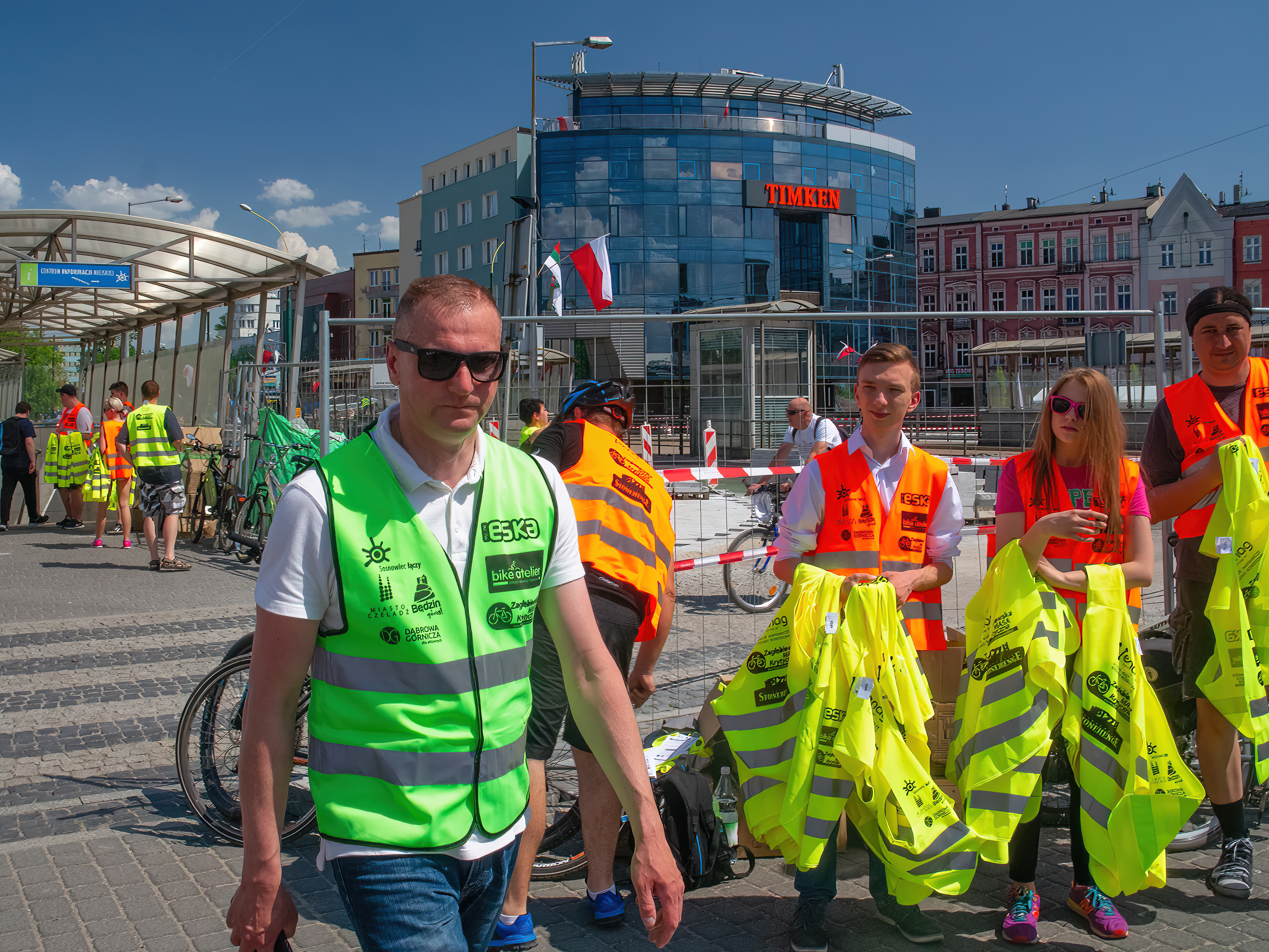
Punkt wydawania bezpłatnych kamizelek odblaskowych przed przejazdem Zagłębiowskiej Masy Krytycznej

Każdego roku w trakcie Zagłębiowskiej Masy Krytycznej wydawane jest za darmo kilka tysięcy kamizelek odblaskowych dla rowerzystów uczestniczących w przejeździe. Po raz pierwszy kamizelki rozdawano w trakcie IV edycji w 2011 roku, która jechała pod hasłem „Bądź widoczny po zmroku na drodze”. W 2018 roku rozdano 5000 kamizelek odblaskowych.

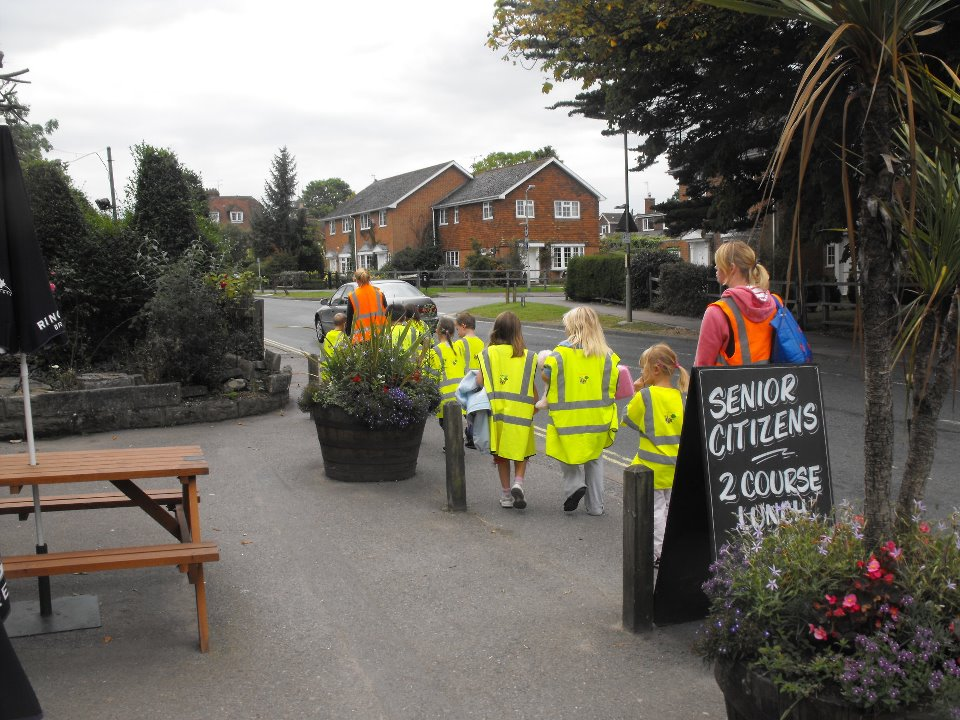
Wycieczka w Brockenhurst w kamizelkach odblaskowych

Wiosną 2010 Agencja Restrukturyzacji i Modernizacji Rolnictwa rozdała dzieciom wiejskim w wieku przedszkolnym i szkolnym 2000 kamizelek odblaskowych. Według statystyk, co roku w wypadkach drogowych ginie ok. 160 dzieci, a 5700 zostaje rannych. Akcja została podjęta, aby ograniczyć liczbę wypadków. Pierwszy etap zyskał szeroki rozgłos, wobec czego zorganizowano środki z Unii Europejskiej na zaprojektowanie i zakup kolejnych 20 tysięcy kamizelek odblaskowych dla dzieci.
W 2012 Caritas diecezji toruńskiej rozdał dzieciom i dorosłym 10 tysięcy kamizelek odblaskowych w ramach kampanii „Jestem widoczny, jestem bezpieczny”.
W październiku 2012 w ramach akcji „Daj się dostrzec” policja rozdała kierowcom w Warszawie 500 kamizelek odblaskowych. 
W 17 podpoznańskich gminach rozdano 34 tysiące kamizelek odblaskowych w ramach organizowanej po raz jedenasty wspólnej akcji Wydziału Bezpieczeństwa, Zarządzania Kryzysowego i Spraw Obywatelskich Starostwa Powiatowego w Poznaniu, Komendy Miejskiej Policji w Poznaniu i Komendy Miejskiej Państwowej Straży Pożarnej w Poznaniu.
Dnia 22.11.2013 w Białymstoku pojawił się spot nagrany przy współpracy Komendy Wojewódzkiej Policji w Białymstoku wraz z Wojewódzkim Ośrodkiem Ruchu Drogowego w Białymstoku oraz Grupą Pierwszej Pomocy Polskiego Czerwonego Krzyża w Białymstoku, a także SP ZOZ WSPR Białystok. Spot dotyczy bezpieczeństwa pieszych w okresie jesienno-zimowym po zmroku na drogach w terenie zabudowanym oraz poza nim. „Policjanci apelują o używanie przez dzieci i dorosłych elementów odblaskowych, które poprawiają ich bezpieczeństwo, a nawet mogą uratować życie”. 

## Standard EN 471:2003

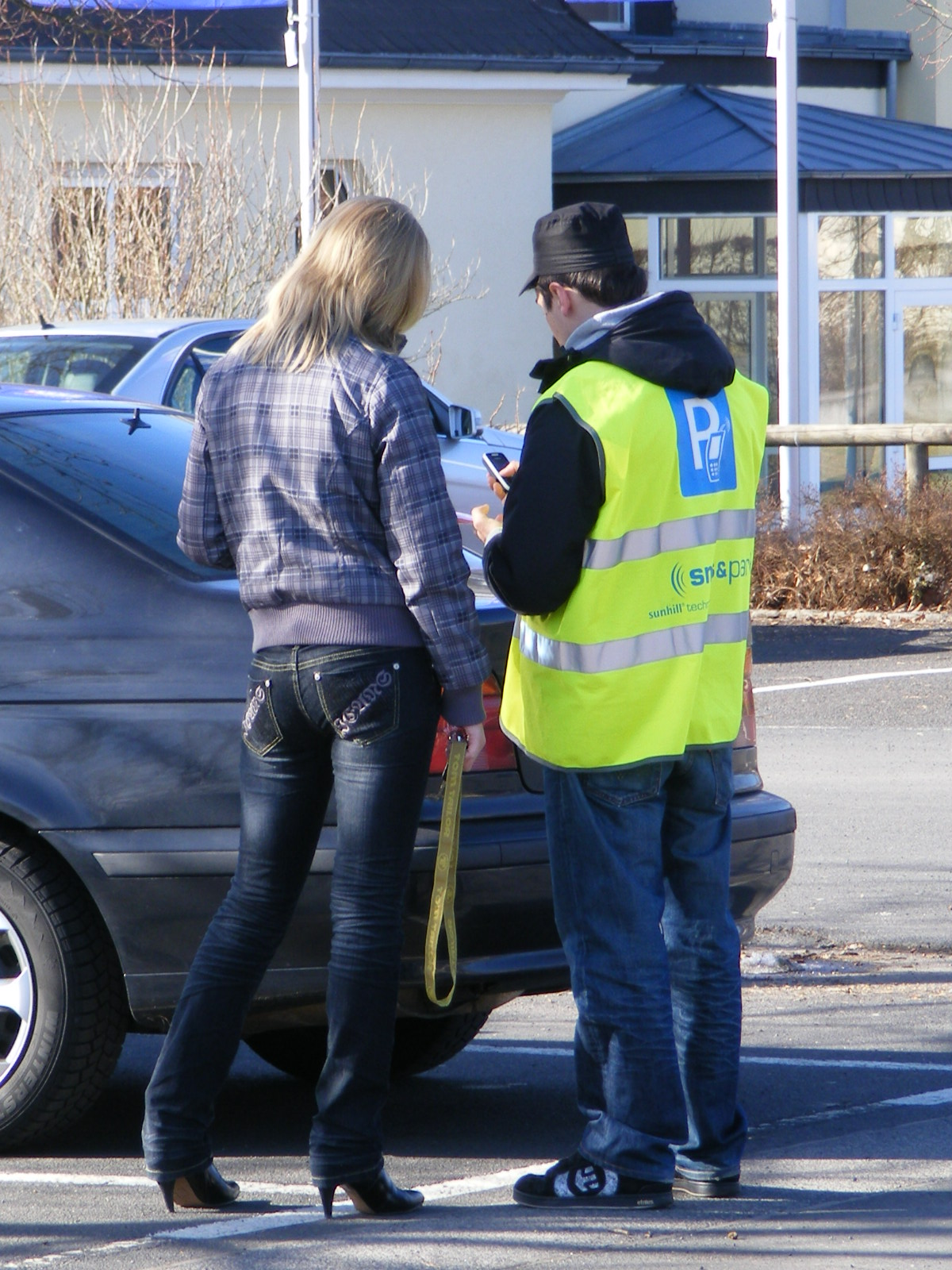
Pracownik parkingu w kamizelce odblaskowej

Z normami Unii Europejskiej zgodne są kamizelki odblaskowe mające na wewnętrznej stronie oznaczenie EN 471.
Europejski standard techniczny EN 471:2003 dla odzieży odblaskowej przyjęty po raz pierwszy w 1994 i poprawiony w 1999 i 2004 wyróżnia 3 poziomy widzialności:
- Klasa 1 – określa najniższy poziom widzialności, gdzie taśmy odblaskowe na odzieży nie mogą być węższe niż 5 cm. Odzież tej klasy może być stosowana tylko do celów niezwiązanych z ruchem drogowym[20].

- Klasa 2 – średni poziom widzialności. Przykładem są kamizelki z dwiema pięciocentymetrowej szerokości taśmami odblaskowymi wokół ciała i pionowymi pasami taśmy odblaskowej w kierunku obu barków[21].

- Klasa 3 – najwyższy poziom widzialności, np. kurtka z długim rękawem mająca dwie pięciocentymetrowej szerokości taśmy odblaskowe wokół ciała i dwie wokół każdego z ramion oraz pionowe pasy taśmy odblaskowej w kierunku obu barków[21].